# Приключения Аппы
«Приключения Аппы» (англ. Appa’s Lost Days) — шестнадцатый эпизод второго сезона американского мультсериала «Аватар: Легенда об Аанге».

## Сюжет
4 недели назад, пока Тоф удерживает уходящую под землю библиотеку, Аппу похищают пустынные люди. Отлетев подальше, они обыскивают бизона, а затем продают его людям, которые собираются перепродать зубра в Ба-Синг-Се. Аанг ищет Аппу и свистит в свисток. Зубр беснуется и вырывается от новых владельцев, взлетая, но они усыпляют его. В себя Аппа приходит в цирке, где жестокий дрессировщик сразу показывает ему, кто главный. Он кормит остальных животных и говорит, что Аппа получит еду, если будет слушаться, но бизон притягивает к себе капусту магией воздуха. Заметив это, дрессировщик угрожает ему огнём. Вечером посторонний мальчик забегает в палату Аппы и помогает ему, перекатывая к бизону стога сена. Когда он уходит, дрессировщик говорит хозяину цирка, что Аппа ещё не готов выступать, но владелец приказывает всё равно пустить его на сцену. Дрессировщик снова угрожает Аппе огнём, чтобы зубр его не подвёл. Мальчик видит это.
На представлении дрессировщик заставляет Аппу летать через огненные кольца. Пламя задевает бизона, и он сбрасывает одно кольцо на дрессировщика, что смешит людей. Аппа видит того хорошего смеющегося мальчика и вспоминает Аанга. Мальчик кричит ему бежать, и Аппа улетает. Он возвращается к исчезнувшей библиотеке, а затем голодный скитается по пустыне. Он прибывает к скале, из пещер которой на него нападают гигантские пчёлы. К ночи Аппа находит хижину и ложится спать. Ему видится сон, в котором он в детстве знакомится с Аангом и становится его зубром. Его обнаруживают хозяева будки и пугаются бизона. Когда Аппа видит факел, он боится огня и улетает. Зубр пролетает над кораблём, на котором плывут Айро и Зуко, но дядя ничего не говорит племяннику. Аппа отыскивает новое убежище, но там его встречает кабан и нападает. В ходе битвы Аппе удаётся прогнать свинью, и он занимает логово. В нём он вытаскивает полученные занозы и рычит от боли.
Утром воины Киоши замечают шерсть Аппы в лесу, и Суюки находит его. Она зовёт на помощь подруг и разговаривает с напуганным раненым Аппой. После воины Киоши заботятся о нём и приводят в порядок, но на них нападает Азула со своим отрядом. Суюки говорит Аппе улетать, но когда он видит, что Киоши проигрывают, возвращается, однако Суюки отгоняет его огнём, чтобы он нашёл Аанга. Аппа пролетает над кораблями племени Воды и прибывает в Восточный храм воздуха. Он ностальгирует по детству, а затем встречает гуру Патика. Тот рассказывает, что ждал Аватара, чтобы помочь ему. Они проводят время вместе, а затем гуру прикрепляет к рогу Аппы письмо для Аанга. Он прочувствует энергию, соединяющую бизона с Аватаром, и направляет Аппу в Ба-Синг-Се. Прибыв в город, зубр натыкается на Лонг Фенга и его воинов Дай Ли, которые похищают Аппу. Он успевает оставить след, на который потом наткнётся Момо.

## Отзывы

Динамика оценок IGN к эпизодам 2 сезона мультсериала

Макс Николсон из IGN поставил серии оценку 8 из 10 и написал, что «уже сами по себе „Приключения Аппы“ — отличная идея для эпизода, прослеживающего путь полёта Аппы с момента, когда его схватили пустынные люди в конце „Библиотеки“». Рецензент отметил, что «это не только показало нам, чем занимался наш любимый небесный бизон в течение последних нескольких недель, но и включило в себя „приключения“ других персонажей, таких как Суюки, Азулы и остальных». Критик написал, что «этот эпизод также познакомил нас с гуру Патиком, который будет играть большую роль ещё в нескольких эпизодах», подметив, что «Аппе потребовалось некоторое время, дабы научиться доверять таинственному мудрецу, через забавный монтаж, проматывающий дни, в котором Патик терпеливо ждал, пока Аппа успокоится».
Хайден Чайлдс из The A.V. Club написал, что «противостояние [пустынным людям], которое показано со стороны Аппы в этом эпизоде, намного более интенсивно, чем битва в „Библиотеке“, показанная с точки зрения Тоф». Критик назвал кабана, появившегося в серии, «одним из своих любимых химер». Рецензент отметил, что «„Приключения Аппы“ — это суровые часы случайной жестокости, с которой сталкивается Аппа, но это необходимый компонент мультсериала». Чайлдс продолжил, что «отсутствие Аппы в шоу было уже несколько серий, и этот эпизод показывает, что команда Аватара искала его совершенно не в том месте».
Screen Rant поставил серию на 9 место в топе лучших эпизодов 2 сезона мультсериала по версии IMDb, а сайт CBR дал ей 10 место в таком же списке.
Эпизод получил премию «Genesis Awards» в категории «Выдающаяся программа для детей».